# Jämlitz-Klein Düben
Jämlitz-Klein Düben är en kommun i Landkreis Spree-Neisse i förbundslandet Brandenburg i Tyskland. 
Kommunen bildades den 31 december 2001 genom en sammanslagning av de tidigare kommunerna Jämlitz och Klein Düben. 
Kommunen ingår i kommunalförbundet Amt Döbern-Land tillsammans med kommunerna Döbern, Felixsee, Gross Schacksdorf-Simmersdorf, Neisse-Malxetal, Tschernitz och Wiesengrund.